# Triple salt aturat
El triple salt aturat és una prova de l'atletisme basada en la convencional triple salt amb tres fases de salt, però sense una carrera d'aproximació. És una de les tres variants dels salts aturats, juntament amb el salt d'alçada aturat i el salt de llargada aturat.
Malgrat ja no és un esdeveniment competitiu oficial, encara s'utilitza com a exercici d'entrenament.
La primera fase és un salt des d'un punt donat, que requereix que l'atleta s'enlairi des d'una posició amb els dos peus junts, separant-se a l'aire, i aterrant a terra amb el peu preferit. La següent fase és un pas llarg i estirat, aterrant al peu contrari. L'última fase és el salt, on l'atleta aterra amb els dos peus. El guanyador és el competidor que aconsegueix la distància més llarga després de 3 o 6 intents.
Les competicions de triple salt aturat no són gaire habituals avui dia, però l'esdeveniment es va incloure als Jocs Olímpics d'estiu de 1900 i 1904.

## Campions olímpics
| Proves                 | Or       | Plata         | Bronze         |
| París 1900 detalls     | Ray Ewry | Irving Baxter | Robert Garrett |
| St. Louis 1904 detalls | Ray Ewry | Charles King  | Joseph Stadler |